# Професионално-квалификационна степен
Професионално-квалификационна степен (ПКС) е квалификационен показател за учители, директори и други педагогически специалисти.

## Закон
Законово уреден е в Раздел VI на НАРЕДБА № 12 от 01.09.2016 г. за статута и професионалното развитие на учителите, директорите и другите педагогически специалисти, (Обн. ДВ, бр. 75 от 27.09.2016 г., в сила от 27.09.2016 г. Издадена от министъра на образованието).

## Степени
Въз основа на достигнатото равнище на квалификация педагогическите специалисти може да придобиват последователно следните професионално-квалификационни степени (ПКС):
| № по ред | ПКС      | Характер на процедурата |
| -------- | -------- | ----------------------- |
| 1        | пето     | Устен изпит             |
| 2        | четвърто | Писмен изпит            |
| 3        | трето    | По документи            |
| 4        | второ    | Диагностична процедура  |
| 5        | първо    | Писмена разработка      |